# طوبال رجب باشا
طوبال رجب باشا (بالتركية: Topal Recep Paşa)‏ كان الصدر الأعظم للدولة العثمانية في الفترة ما بين 10 فبراير 1632 حتى 18 مايو 1632. تولى منصب قبطان باشا البحرية العثمانية (أدميرال). تُوفي في 18 مايو 1632 بمدينة توقاد. 

## أنظر أيضا
- قائمة قباطين البحر العثمانيين.